# Crocidura baluensis
Crocidura baluensis är en däggdjursart som beskrevs av Thomas 1898. Crocidura baluensis ingår i släktet Crocidura och familjen näbbmöss. IUCN kategoriserar arten globalt som sårbar. Inga underarter finns listade i Catalogue of Life.
Denna näbbmus är bara känd från bergstrakten kring Mount Kinabalu på norra Borneo. Arten hittades mellan 1600 och 3700 meter över havet. Habitatet utgörs av olika slags skogar och buskskogar.